# Kongbap
Kongbap är en koreansk maträtt gjord på vitt eller brunt ris blandat med olika typer av sojabönor. Namnet är en sammansättning av de koreanska orden kong (böna) och bap (ris).
Kongbap var länge förknippat med fängelsemat, men efter att det blivit populärt att äta hälsosamt i Sydkorea har rätten stigit i popularitet.